# Kose (Võru)
Kose is een plaats in de Estlandse gemeente Võru vald, provincie Võrumaa. In 2021 had de plaats 563 inwoners. Kose heeft de status van groter dorp of vlek (Estisch: alevik).
Kose ligt ten zuiden van de provinciehoofdstad Võru. Bij de plaats liggen drie meertjes: het Pappjärv (4,8 ha), het Valgjärv (3,2 ha) en het Verijärv (24,9 ha). Door het Verijärv stroomt de beek Koreli oja. De Tugimaantee 66, de weg van Võru naar Verijärve, loopt door Kose.

## Geschiedenis
Kose ontstond uit twee boerderijen op het landgoed Alt-Kasseritz (het centrum van het landgoed is sinds 1977 het dorp Kasaritsa): Koseoja en Koseoru. De boerderijen lagen aan de beek Koreli oja (Duits: Kossa) en werden voor het eerst genoemd in de 19e eeuw. Rond de boerderijen groeide een nederzetting, die in 1975 werd samengevoegd met het dorp Otkamäe en de status van vlek (alevik) kreeg, oorspronkelijk onder de naam Kirepi, in 1977 onder de naam Kose.

## Foto's

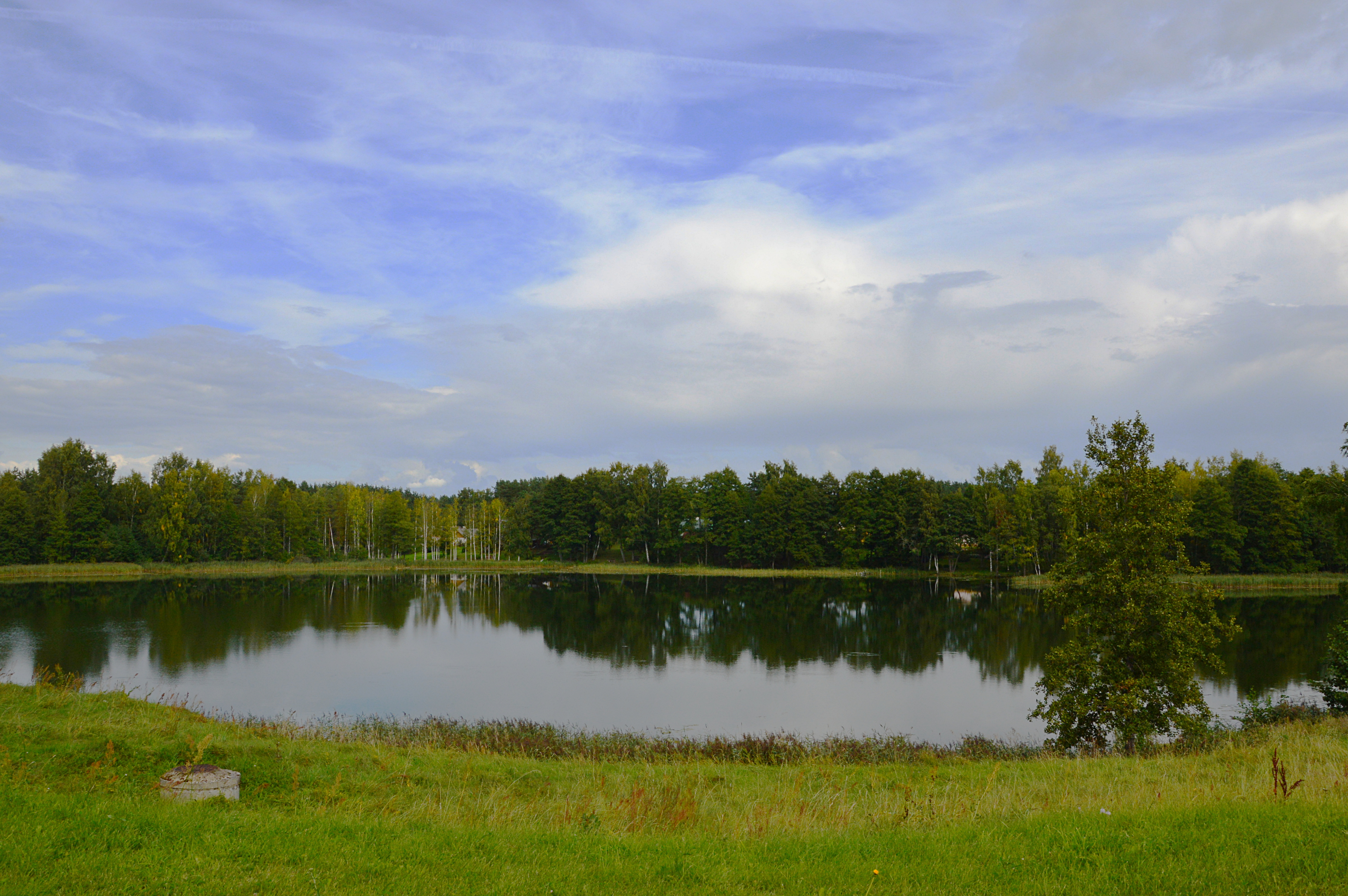
Het Pappjärv
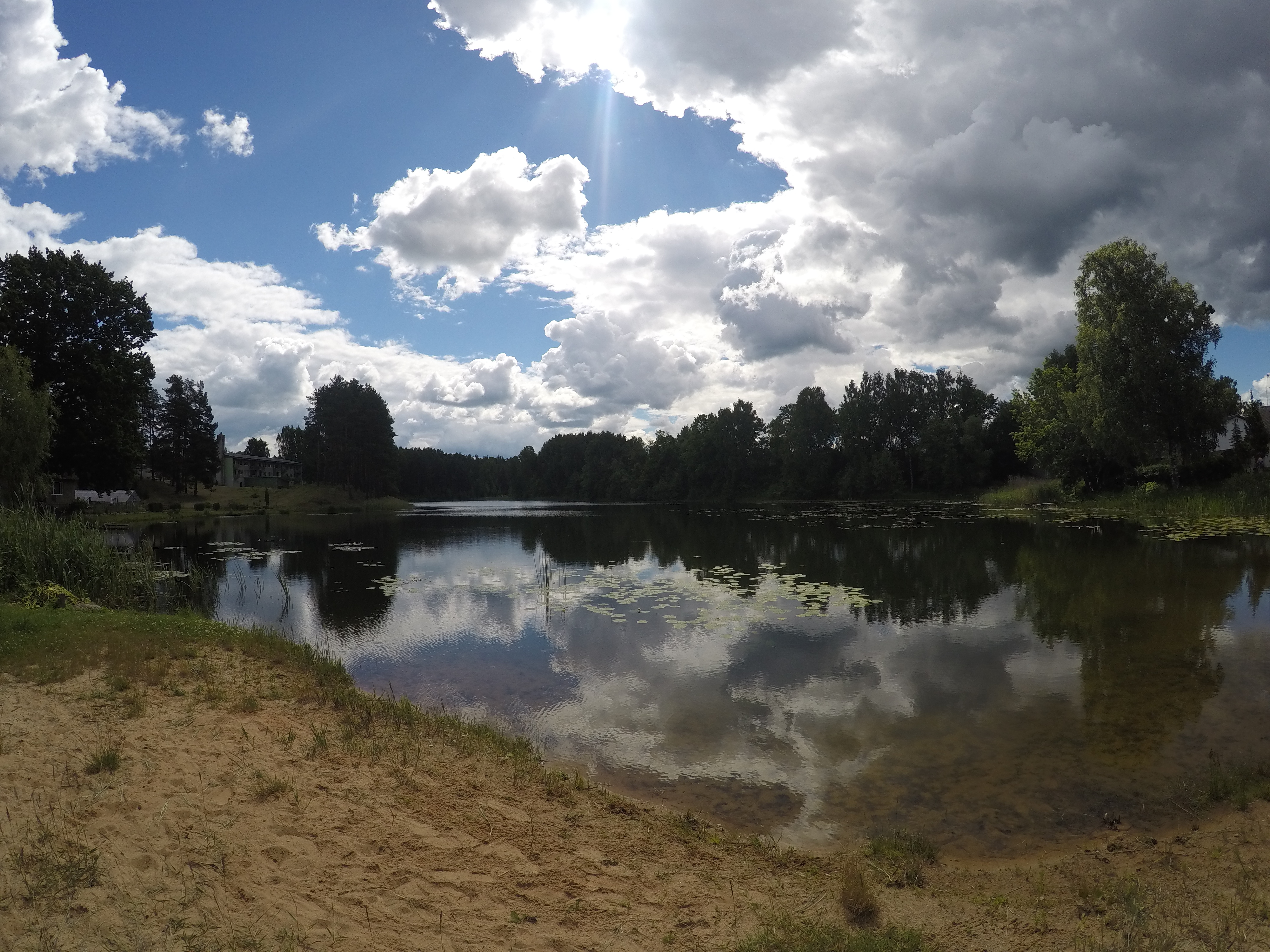
Het Valgjärv
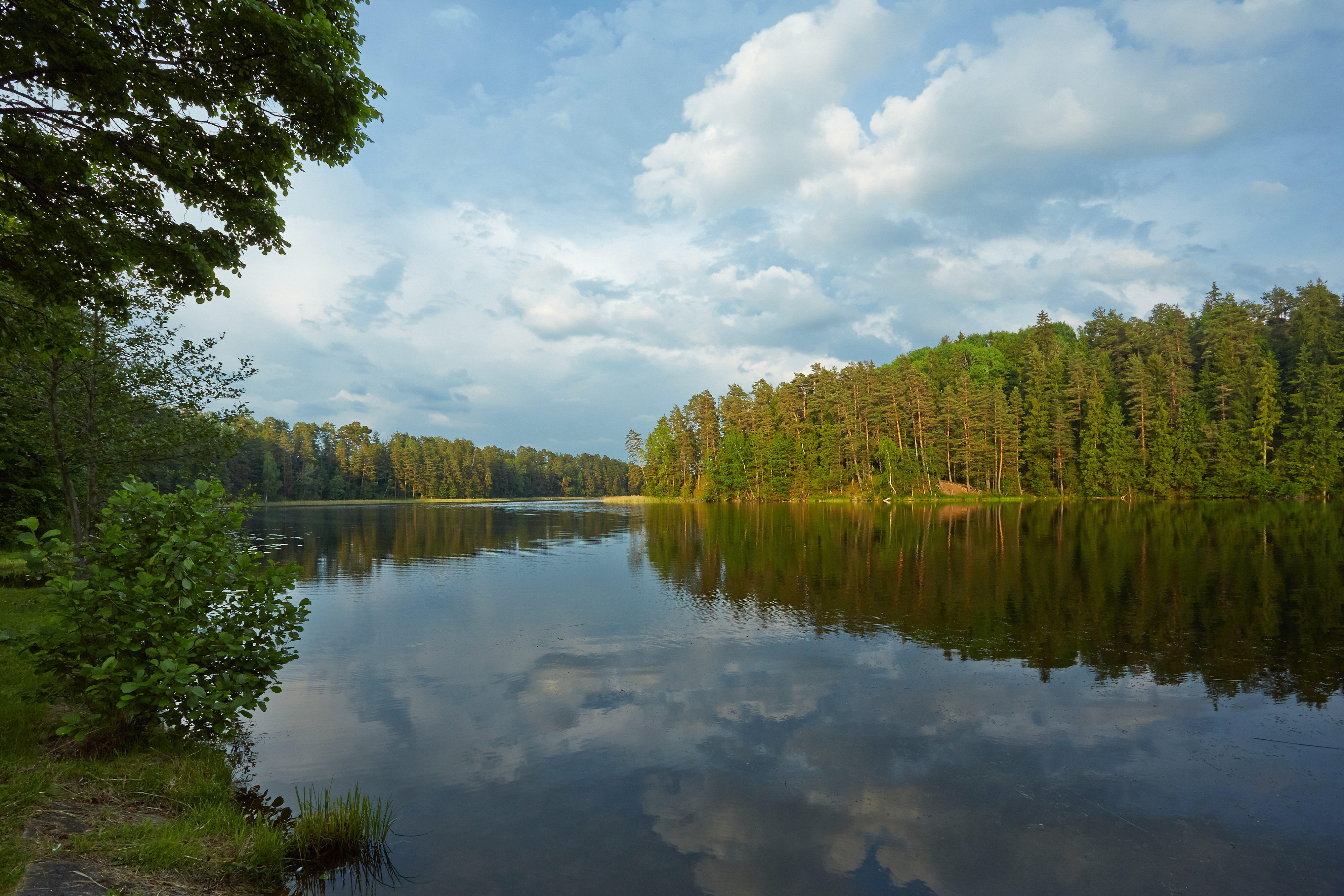
Het Verijärv
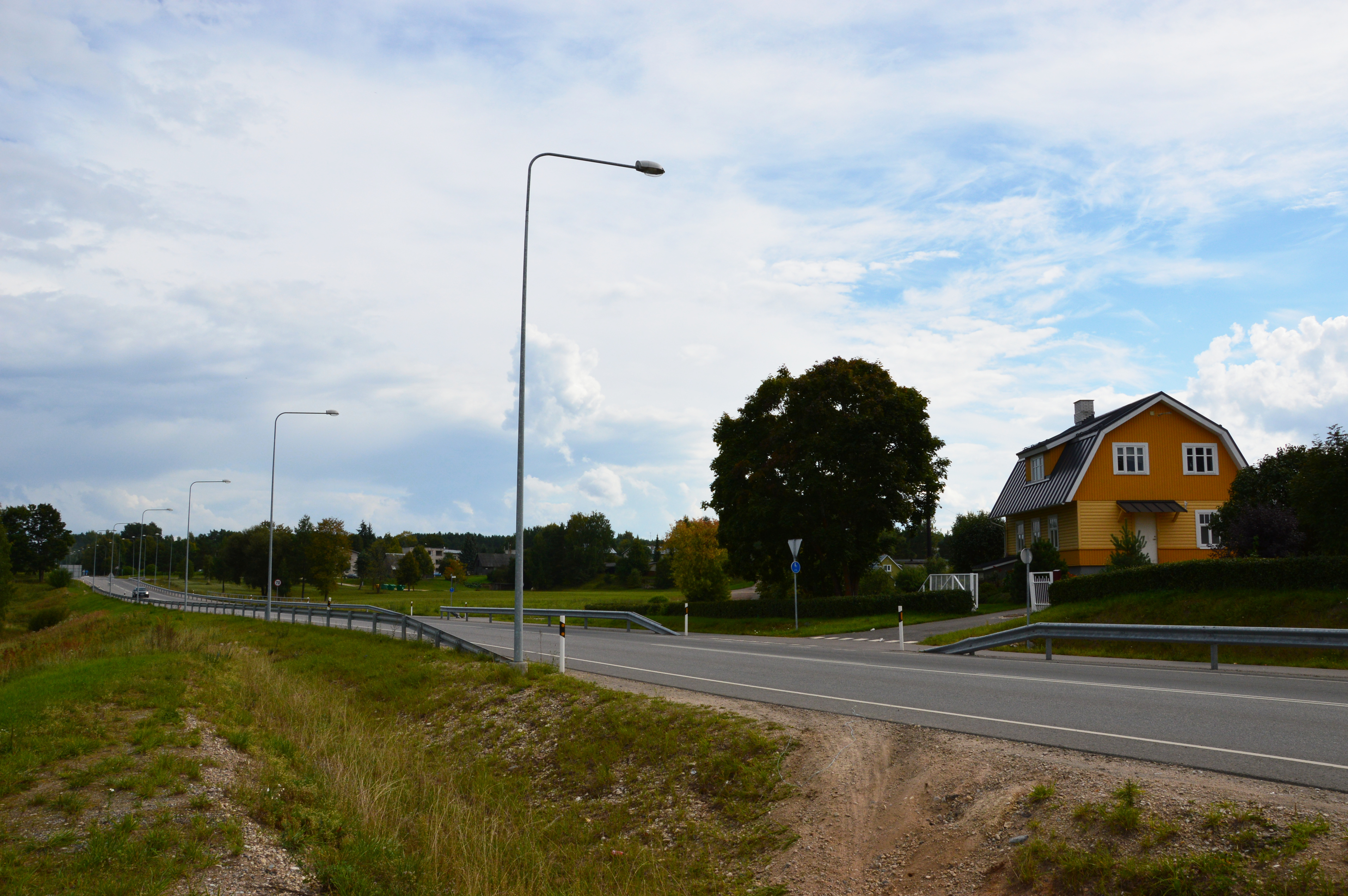
Tugimaantee 66 bij Kose
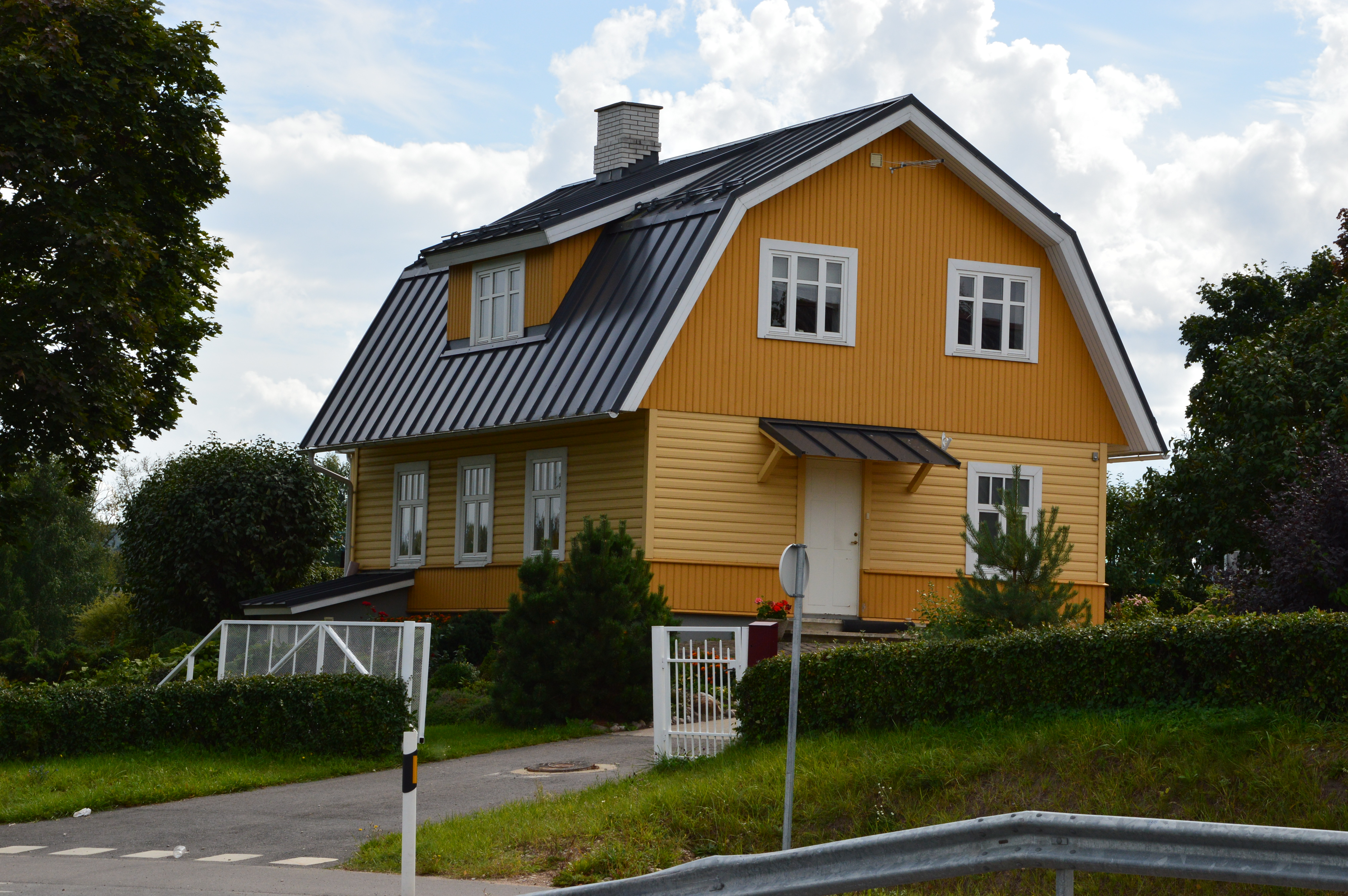
Houten huis
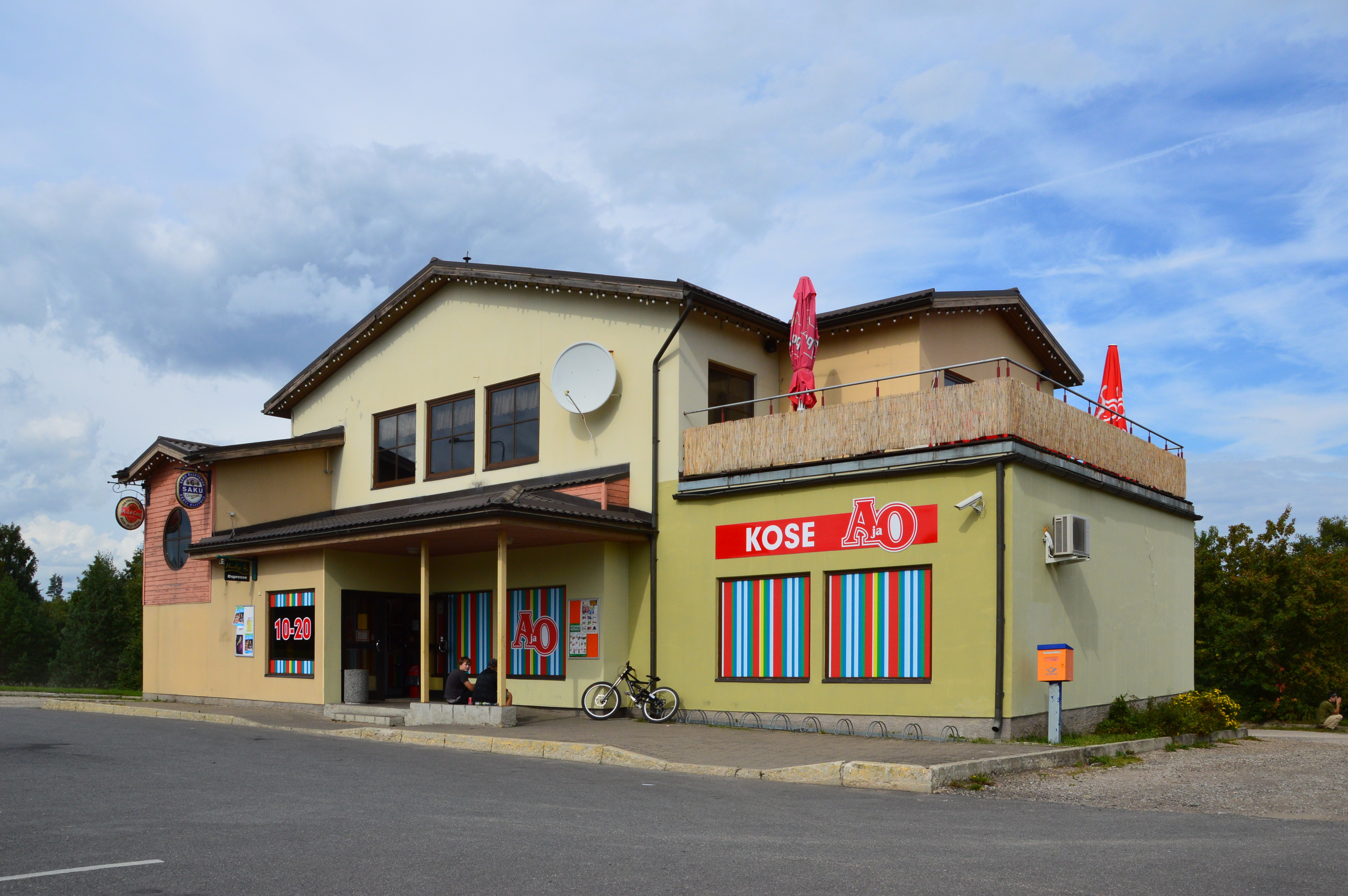
Supermarkt